# 25723 Shamascharak
25723 Shamascharak este un asteroid din centura principală de asteroizi.

## Descriere
25723 Shamascharak este un asteroid din centura principală de asteroizi. A fost descoperit pe 7 ianuarie 2000 la Socorro, New Mexico, în cadrul proiectului LINEAR. Asteroidul prezintă o orbită caracterizată de o semiaxă mare de 2,76 ua, o excentricitate de 0,15 și o înclinație de 8,6° în raport cu ecliptica.